# جيمي مونتيث
جيمي مونتيث (بالإنجليزية: Jimmy Monteith)‏ ، واسمه الكامل جيمي واترز مونتيث جونيور، من مواليد 1 يوليو عام 1917م، وهو ضابط عسكري شاب برتبة ملازم أول، شارك في الحرب العالمية الثانية ، وقتل في فرنسا أثناء الحصار بتاريخ 6 يوليو 1944م، وحصل مونتيث على عدة ميداليات الشرف من قبل القوات المسلحة الأمريكية بعد موته.

## وصلات خارجية
- Medal of Honor Recipient Jimmie W. Monteith, Jr., Home of Heroes profile
- 1Lt Jimmie W. Monteith Jr., Medal of Honor citation, Army Museum, OCS Foundation
- Medal of Honor Recipients at Va Tech